# Stolze-Schrey
Stolze-Schrey (Einigungssystem Stolze-Schrey) ist ein deutsches Stenografie-System, das bis zur Einführung der Deutschen Einheitskurzschrift weit verbreitet war und heute hauptsächlich noch in der deutschsprachigen Schweiz verwendet wird.
Es entstand 1897 aus dem Zusammenschluss der beiden Schulen (Stenoverbände) Schrey und Stolze und ist im Wesentlichen eine Bearbeitung des Systems Schrey (1887). Dass der Name Stolze trotzdem Bestandteil der Kurzschriftbezeichnung wurde, hatte vor allem systempolitische Gründe und sollte den Anwendern der Stolzeschen Schule den Übertritt zum neuen Einigungssystem erleichtern.
Wie schon das System Schrey verwendet auch Stolze-Schrey das auf Carl Faulmann zurückgehende Vokalisationsschema mit Auslautsymbolik (bis auf den Tausch der Vokalstellen für ü und au). In der Unterstufe (Schulschrift) gibt es 43 Zeichen für Konsonanten und Konsonantenverbindungen sowie etwa 79 Kürzel.
1912 wurde eine einheitliche Redeschrift (damals: Debattenschrift) geschaffen. 1941 kam eine mittlere Stufe, die Geschäftsstenografie oder Eilschrift, hinzu. Das System ist also wie die Deutsche Einheitskurzschrift in drei Stufen eingeteilt.
Stolze-Schrey erfuhr schon kurz nach seiner Einführung rasche Verbreitung, neben Norddeutschland vor allem in der deutschsprachigen Schweiz. Dort ist es seither Einheitssystem. Vor der Schaffung der Deutschen Einheitskurzschrift 1924 war Stolze-Schrey nach Gabelsberger das am zweithäufigsten verwendete Stenografie-System in Deutschland.
1967 wurde das System durch den Schweizerischen Stenografenverband geringfügig revidiert. Die Veränderungen wurden in eine Neufassung der Systemurkunde für die Unterstufe des Systems, die sogenannte Schulschrift, aufgenommen (vgl. Weblink). Eine Neuausgabe der Redeschrifturkunde erfolgte ebenfalls. Der Stenografenverband Stolze-Schrey in Deutschland schloss sich dieser Systemreform zwar nicht an, lässt bei Richtigschreibwettbewerben jedoch auch die schweizerischen Varianten gelten.